# توروو، استان سیلسین
توروو، استان سیلسین (به لاتین: Turów, Silesian Voivodeship) یک منطقهٔ مسکونی در لهستان است که در Gmina Olsztyn واقع شده‌است.

## خصوصیات
توروو ۵۵۹ نفر جمعیت دارد.